# 影山喜一
影山 喜一（かげやま きいち、1943年2月 - ）は、日本の経営学者（経営管理論・組織論）。学位は経営学修士（東京大学・1967年）。静岡県立大学名誉教授。
東京大学経済学部助手、東京経済大学経営学部教授、東京経済大学経営学部学部長、静岡県立大学経営情報学部教授、静岡県立大学大学院経営情報学研究科研究科長（第2代）、静岡県立大学附属地域経営研究センターセンター長（初代）、目白大学大学院経営学研究科教授などを歴任した。

## 概要
東京大学経済学部経済学科を卒業後、東京大学大学院経済学研究科にて経営学専門課程の修士課程を修了した。
1965年から東京大学経済学部にて助手として勤務。その後、東京経済大学経営学部にて専任講師、教授を務め、1990年には学部長に就任。1997年からは静岡県立大学に移り、経営情報学部教授・大学院経営情報学研究科教授を務め、経営情報学研究科の研究科長や地域経営研究センターのセンター長にも就任した。
その後、目白大学に移り、大学院の経営学研究科にて教授を務めた。また、2012年4月1日付で、かつての勤務先である静岡県立大学から名誉教授の称号を授与された。

## 略歴
- 1943年2月 誕生。
- 1961年3月東京都立日比谷高等学校卒業。
- 1965年3月 東京大学経済学部卒業。
- 1965年7月 東京大学経済学部助手。
- 1967年3月 東京大学大学院経済学研究科修士課程修了。
- 1969年12月 東京経済大学経営学部専任講師。
- 1977年4月 東京経済大学経営学部教授。
- 1990年4月 東京経済大学経営学部学部長。
- 1997年4月 静岡県立大学経営情報学部教授。
- 1997年4月 静岡県立大学大学院経営情報学研究科教授。
- 2012年4月 静岡県立大学名誉教授。

## 著書

### 単著
- 影山喜一著『企業社会と人間』日本経済新聞社、1976年。
- 影山喜一著『ゲーム社会――どうなる日本型経営』中央経済社、1989年。ISBN 4502600407

### 共著
- 土方文一郎・影山喜一・吉田正昭著『環境変化と組織――社会とどう調和していくか』実業之日本社、1973年。

### 訳
- ミシェル・クロジエ著、影山喜一訳『閉ざされた社会――現代フランス病の考察』日本経済新聞社、1981年。

### 寄稿
- 影山喜一稿「ホワイトカラーの推移――明治・大正を中心として」間宏責任編集『日本の企業と社会』日本経済新聞社、1977年。